# 韦勒拉
韋勒拉（法語：Vellerat，法語發音：[vɛlʁa]）是瑞士汝拉州的一个旧市镇，位於該國西北部，面積2.04平方公里，海拔高度666米，2011年人口71，六成半人口信奉羅馬天主教，人口密度每平方公里35人。2019年，韦勒拉与市镇勒伯沃利耶并入市镇库朗德兰。